# Евангелическо-лютеранская церковь в Бутинге
Евангелическо-лютеранская церковь в Бутинге (лит. Būtingės evangelikų liuteronų bažnyčia) — евангелическо-лютеранская церковь в Палангском самоуправлении Клайпедского уезда Литвы. Расположена в южной части посёлка Бутинге, примерно в 200 метрах севернее правого берега реки Швянтойи напротив места впадения в неё Дарбы.
Представляет собой трёхнефную каменную церковь с колокольней.
Бутингеский приход был основан в 1560 году и первоначально назывался швянтойиским. Является одной самых старых лютеранских общин Литвы. Первая лютеранская церковь в данной местности, располагавшаяся в устье реки Швянтойи, простояла относительно недолго, так как была смыта в Балтийское море сильным паводком, примерно, в 1638 году. В 1640 году церковь была восстановлена, но спустя какое-то время ей перестали пользоваться и она обветшала. В 1728 году она была отстроена заново. В середине XVIII века церковь была перенесена в Бутинге. Нынешняя каменная церковь была построена в 1824 году, и является пятой по счёту. В 1866 году к церкви была пристроена колокольня, а 1926 году из Лиепаи был доставлен и установлен колокол.